# Fronau (Schneizlreuth)
Fronau ist ein Dorf und ein Gemeindeteil der Gemeinde Schneizlreuth im oberbayerischen Landkreis Berchtesgadener Land.

## Geographie
Vom Unterjettenberg ist Fronau durch die Bundesstraße 21 und einen Nebenfluss der Salzach, die Saalach, getrennt. Der Ort ist nur über die B 21 / B 305 erreichbar. Ein befahrbarer Weg von Kibling entlang des Saalachsees existiert zwar, ist aber nicht für den Verkehr vorgesehen.
Der Steg in Fronau ist ein beliebter Wendepunkt des Saalachrundwegs für Wanderer und Radfahrer.

## Geschichte
1892 wurde in Fronau die erste Betonbrücke Süddeutschlands gebaut.